# Đài phát thanh Vatican

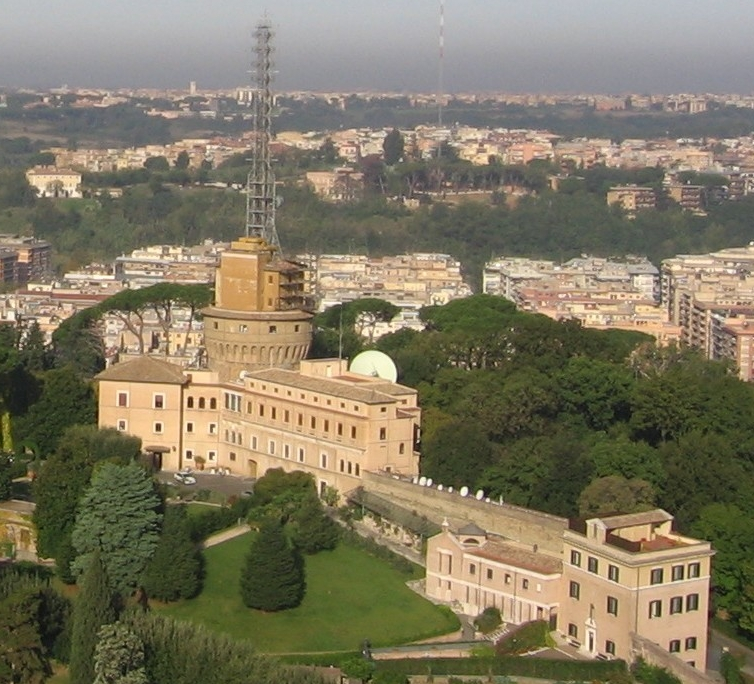
Trụ sở của Đài phát thanh Vatican

Đài phát thanh Vatican (tiếng Ý: Radio Vaticana- RV) là dịch vụ truyền thanh chính thức của Thành Vatican. Đài phát thanh này được thành lập năm 1931 bởi Guglielmo Marconi - một nhà sáng chế người Ý. Ngày nay, các chương trình phát thanh của đài này thực hiện bằng 47 ngôn ngữ với hơn 200 nhà báo tại 61 quốc gia khác nhau, trên sóng ngắn (tức DRM), sóng trung, FM, vệ tinh và internet. Tổng giám đốc của Rv hiện tại là linh mục Federico Lombardi, SJ. Dòng Tên đảm nhận việc quản lý RV ngay từ khi nó được thành lập. Trong Chiến tranh Thế giới thứ hai, trước sự lớn mạnh của Phát-xít Ý và Phát-xít Đức, RV là đơn vị cung cấp nguồn tin cho quân Đồng Minh.